# تجويف جنبي
تجويف الجَنبة أو التجويف البلوري أو جوف الجنب (بالإنجليزية: Pleural Cavity)‏ هو الفراغ المملوء بسائل رقيق بين وريقتي الجنب (المعروفتين بالوريقة الجدارية والوريقة الحشوية) لكل رئة. الجنبة هي غشاء مصلي ينطوي على نفسه ليشكل كيس غشائي جنبي ذي وريقتين. بحيث تكون الوريقة الخارجي (الجدارية) مغلفة لجدار الصدر ومفصولة عنه بواسطة اللفافة الصدرية الباطنة. بينما الوريقة الداخلية للجنبة (ألحشوية) تغلف الرئتين والبُنى المجاورة من أوعية دموية وقصبات وأعصاب. يمكن اعتبار جوف الجنب على أنه فراغ احتمالي (كامن) لأن وريقتي الجنب تلتصقان ببعضهما في الحالات الطبيعية بوساطة الطبقة الرقيقة من السائل المصلي.

## البنية
لا يوجد لدى الإنسان اتصال تشريحي بين جوفي الجنب الأيسر والأيمن. ولذلك فإنه في حال الاسترواح الصدري فإن الرئة الأخرى تحافظ على وظيفتها الطبيعية إلا في حال وجود ريح صدرية متوترة أو استرواح صدري ثنائي الجانب.
تروّى الجنبة الحشوية دموياً بواسطة الدوران القصبي الذي يروي الرئة أيضاً. بينما تتلقى الجنبة الجدارية ترويتها الدموية من الشرايين الوربية التي تروّي جدار الصدر المقابل أيضاً.
تعصيب الوريقة الجدارية يقسم إلى قسمين:
1. يتم تعصيب كلٍ من الأجزاء الضلعية والرقبية والجزء المحيطي لجزء الحجاب الحاجز للوريقة الجدارية بواسطة الأعصاب الوربية.
2. بينما يتم تعصيب كلٍ من الجزء المَنصِفي والجزء المركزي لجزء الحجاب الحاجز بواسطة الأعصاب الحجابية.

بينما يتم تعصيب الوريقة الحشوية بواسطة الجهاز العصبي الذاتي وهي لا تملك تعصيباً حسياً. فيكون بذلك فقط الوريقة الجدارية حسّاسة للألم.

## الوظيفة
يساعد التجويف الجنبي برفقة وريقتي الجنب المحيطتين به على الأداء الأمثل للرئتين أثناء التنفس. يحتوي التجويف الجنبي على سائل الجنب الذي يعمل كسائل مزلّق يسمح لوريقتي الجنب بالانزلاق دون جهد على بعضهما البعض أثناء الحركات التنفسية.
يؤدي التوتر السطحي لسائل الجنب إلى تقارب سطح الرئة باتجاه جدار الصدر. تسمح هذه العلاقة بانتفاخ الأسناخ الرئوية إلى حد أعظمي أثناء التنفس. ينقل جوف الجنب حركة العضلات الوربية إلى الأضلاع وبشكل خاص أثناء التنفس العميق. أثناء الشهيق تتقلص العضلات الوربية الخارجية بالإضافة لعضلة الحجاب الحاجز وهذا يساهم في توسع جدار الصدر مما يساهم في زيادة حجم الرئتين فيتشكل ضغط سلبي ويحدث الشهيق.

## السائل البلوري
يرطب سطح الرئتين ويقلل من الاحتكاك عند التنفس.